# ReStructuredText
reStructuredText (RST, ReST, or reST) é um formato de arquivo para dados textuais usado principalmente na comunidade da linguagem de programação Python para documentação técnica.
Faz parte do projeto Docutils do Python Doc-SIG (Documentation Special Interest Group), que visa a criação de um conjunto de ferramentas para Python semelhante ao Javadoc para Java ou Plain Old Documentation (POD) para Perl. Docutils pode extrair comentários e informações de programas Python e formatá-los em várias formas de documentação de programa.
Deste modo, reStructuredText é uma linguagem de marcação leve projetada para ser (a) processável por software de processamento de documentação, como Docutils, e (b) facilmente legível por programadores humanos que estão lendo e escrevendo código-fonte  em Python.

## Exemplos de marcações
Cabeçalhos:
Cabeçalho da seção

Sub-cabeçalho da seção
```
----------------------
```

Listas:
- Primeiro item
- Segundo item
- Um sub item
- Terceiro item
1) Lista numerada
2) Segundo item
a) Sub item
i) Sub-sub item
3) Terceiro item
Ligações para nomes:
Uma sentença com links para o Google_ e para 'Arquivos do Linux'_.
.. _Google: http://www.google.com/
.. _Arquivos do Linux: http://www.kernel.org/
Outras ligações:
Outra sentença com 'links anônimos para o site do Python'__.
__ http://www.python.org/